# Culicoides praesignis
Culicoides praesignis är en tvåvingeart som beskrevs av Mercedes Delfinado 1961. Culicoides praesignis ingår i släktet Culicoides och familjen svidknott. Inga underarter finns listade i Catalogue of Life.